# Morte d'Urban
Morte d'Urban (en francés La muerte de Urban) es la primera novela del escritor estadounidense J. F. Powers. 
Fue publicada por Doubleday en 1962. En 1963 fue galardonada con el Premio Nacional del Libro y en 2000 fue incluida en el The New York Review of Books. En español fue publicada por la editorial Luis de Caralt en 1967. En 2018 volvió a publicarla, con nueva traducción, la editorial La Navaja Suiza. 